# Jules Monnerot (journaliste)
Pour les articles homonymes, voir Jules Monnerot.
Jules Monnerot (né le 6 juillet 1874 à Fort-de-France en Martinique, mort le 21 septembre 1942 dans la même ville) est un homme politique, avocat, professeur de philosophie et journaliste martiniquais, fondateur du mouvement communiste en Martinique et fondateur du journal Justice (le doyen de la presse martiniquaise).

## Biographie[1]
La famille Monnerot est installée depuis la fin du XVIIIe siècle en Martinique.
Le père de Jules Monnerot est contraint d'abandonner l'habitation familiale et entre comme fonctionnaire au service de la colonie, où il devient commissaire à l'immigration puis directeur de l'Intérieur par intérim. Il essaye de défendre une politique d'immigration respectueuse des droits des travailleurs engagés et s'oppose ainsi aux usiniers et grands propriétaires. Il meurt quand son fils Jules Marie Émile Tranquillin est encore au lycée.
En 1892, après avoir obtenu son baccalauréat, le jeune Monnerot part étudier les lettres et la philosophie à la Sorbonne. Il obtient sa licence de philosophie en 1897 et devient alors maître-répétiteur au Lycée Louis-le-Grand de 1897 à 1898. En parallèle à ses études, il fréquente les milieux socialistes, notamment autour de Jean Jaurès, et s'initie au journalisme.
En 1903, de retour en Martinique, il devient professeur de philosophie au lycée Schœlcher à Fort-de-France. Il occupe ce poste jusqu'en 1917, année où il demande un congé sans solde pour pouvoir s'inscrire au barreau de Fort-de-France, mais il continue à donner des cours pour la préparation de la seconde partie du baccalauréat. De 1925 à 1937, il décide cependant de se consacrer à temps plein à son métier d'enseignant, avant de reprendre la robe en 1937 jusqu'à la fin de sa vie.
Dès son retour de France, il milite dans les rangs des socialistes regroupés autour de Joseph Lagrosillière, mais à la suite du « Banquet de Sainte-Marie » et de l'accord avec Fernand Clerc représentant des intérêts de l'Usine, il rompt avec la Fédération socialiste de la Martinique pour fonder le « Groupe Jean-Jaurès », en compagnie de Joseph Del et d'autres militants ouvriers. En 1920, il fonde le journal Justice pour lequel il écrivit de nombreux articles. La même année, le groupe se rallie au Parti communiste français.
En parallèle à son activité professionnelle et politique, il fonde La Revue de la Martinique, consacrée à l'histoire de son île et aux Belles-Lettres pour laquelle il écrit de nombreux articles sur l'histoire de la Martinique ainsi que des poésies.
Jules Monnerot meurt en 1942, après avoir du suspendre une grande partie de ses activités sous le régime de l'Amiral Robert, mais en continuant secrètement à militer pour libérer la Martinique et la France.
Il est le père du sociologue Jules Monnerot et du psychiatre Émile Monnerot.